# Global Office
GoGlobal – це освітня фундація, яка займається розробкою, впровадженням і розширенням програм для школярів та молоді. Основна діяльність спрямована на розвиток соціального інтелекту, креативності та підприємницьких здібностей молодого покоління України та підтримку психоемоційного стану учнів силами педагогів. 
Місія GoGlobal – створити можливості для успішного розвитку молоді, забезпечити освітні програми та менторську підтримку, створити комфортне освітнє середовище для школярів та вчителів. 
За 8 років діяльності проєкти організації охопили більше 170 000 дітей, а спільнота вчителів, які беруть участь у проєктах складає більше 5 000 людей з 4 000 шкіл.   

## Напрями діяльності
- Надолуження освітніх втрат — програми та проєкти, спрямовані на допомогу учням, які втратили можливість повноцінно навчатись через воєнні дії та інші обставини.
- Менторська підтримка молоді — надання індивідуальних порад та наставництва підліткам для їх професійного і особистого розвитку.
- Англійська мова — мовні програми GoCamp за участю іноземних волонтерів, що допомагають учням удосконалювати мовні навички та знайомитися з культурами інших країн.
- Психо-емоційна підтримка — програми для вчителів та школярів, що спрямовані на поліпшення психоемоційного стану у складних умовах.
- ESTEAM-освіта — інноваційний освітній напрямок, що поєднує науку, технології, інженерію, мистецтво і математику для комплексного розвитку учнів.

## Історія
Освітню фундацію GoGlobal було засновано наприкінці 2015 року. Основною метою організації від початку стала популяризація англійської мови в Україні. Перший проєкт, який запустила фундація — це мовні табори GoCamp, що проводяться за участі іноземних волонтерів. 
У 2016 році GoGlobal ініціювала проведення року англійської мови в Україні.     
Через пандемію COVID-19 у 2020 році GoGlobal перевела свою діяльність в онлайн-формат. Попри це, основний акцент залишився на англійській мові та кроскультурній комунікації.
З лютого 2022 року, у зв'язку з початком повномасштабного вторгнення Росії в Україну, фундація зосередила свою діяльність на психоемоційній підтримці учнів та вчителів. GoGlobal організовує онлайн-арт кемпи для школярів, проводить дослідження та випускає посібники з психологічної допомоги.
У 2023 році фундація розширила свою діяльність, зосередившись на надолуженні освітніх втрат, менторстві, психоемоційній підтримці, англійській мові та ESTEAM-напрямку (наука, технологія, інженерія, мистецтво, математика).
Організація також започаткувала ряд молодіжних проєктів, зокрема: мотиваційно-освітню програму #ПоколінняПеремоги, CATCH-UP кемпи та креативні кемпи, молодіжні простори Ko_Laba у деокупованих та постраждалих від війни громадах, ініціативу «Вліпи за себе» тощо.

## Проєкт #ПоколінняПеремоги
У 2023 році за підтримки Міністерства освіти і науки України реалізували проєкт про українське Покоління Перемоги. 
Проєкт #ПоколінняПеремоги створений у відео, фото та текстовому форматі. Над фото історіями підлітків працював відомий фотограф Саша Маслов, чиї роботи регулярно публікують видання, такі як The New York Times, New York Magazine, The Newyorker, Guardian, Wall Street Journal Magazine та інші. Його об’єктив зафіксував не тільки зворушливі моменти, але і силу, що пульсує в серці кожного дитячого таланту. 
У проєкті #ПоколінняПеремоги розповідається про молодь, яка допомагала односельчанам під час окупації, яка друкує запчастини для дронів на 3D-принтері, відроджує українські традиції та є наставниками для молодших дітей.

## Програма надолуження освітніх втрат
Програма складається з декількох компонентів, які розмежовані відповідно до віку дітей.

#### КЕЧ. Програма надолуження освітніх втрат для молодшої школи
У співпраці з Дитячим фондом ООН (ЮНІСЕФ) в Україні розробили унікальний проект із компенсації втрат навчання молодших школярів Київщини та Чернігівщини.
«KEЧ» поєднує інноваційні методи навчання з елементами гейміфікації. У травні-червні 2024 року в Київській та Чернігівській областях стартувала пілотна фаза проекту, в якій взяли участь 57 вчителів, 6 асистентів і 868 учнів 2-х класів. 
Програма надолуження освітніх втрат має на меті проведення занять для 6 000 учнів початкових класів у Чернігівській та Київській областях, у тому числі на територіях, що найбільше постраждали від бойових дій.
Програма реалізується з метою заповнення прогалин у навичках читання, письма та лічби.

#### CATCH UP! Програма надолуження освітніх втрат для середньої школи
Команда GoGlobal в рамках програми «Мріємо та діємо» створила унікальну програму для компенсації втрат у навчанні школярів 5-9 класів.
У першій хвилі до програми долучилися понад 1000 дітей з Харківської, Чернігівської, Київської та Миколаївської областей. Конкурсанти за допомогою інноваційних методів надолужували знання з української мови та літератури, математики, англійської мови та історії.
Більше 80 вчителів із цих напрямів пройшли попереднє навчання, а тренери поділилися методами діагностики освітніх втрат, принципами побудови ефективної навчальної програми та інструментами оцінки якості результатів. 

#### CATCH-UP кемпи «Покоління перемоги»
Відповідно до досліджень, найбільших освітніх втрат зазнають старшокласники. Задля допомоги школярам GoGlobal запустила програму надолуження освітніх втрат Сatch-Up Camp. 
Під час зміни юнаки та дівчата вивчають такі ключові предмети, як математика, українська та англійська мови. Навчання проходить у веселій та інтерактивній формі, а вчитель розробляє програму з урахуванням вимог дітей.
Влітку та восени 2023 року GoGlobal провела двотижневі виїзні catch-up кемпи на Закарпатті, у яких взяли участь 156 дітей з Чернігівщини та Сумщини.
Проєкт продовжили й у 2024 році – у першому кемпі взяли участь понад 100 дітей з прикордонних та прифронтових громад Чернігівської, Сумської та Харківської областей. У другому — 101 дитина з Херсонської та Миколаївської областей. 

## ESTEAM-Напрям
ESTEAM (Entrepreneurship – підприємництво, Science – наука, Technology – технології, Engineering – інженерія, Arts – мистецтво, Math – математика) – це інтегрований практичний підхід до навчання, під час якого діти та підлітки здобувають широкий спектр навичок, потрібних у сучасному світі.
У рамках цього напрямку реалізуються кемпи для школярів, до яких залучаються фахівці українських технологічних, інноваційних та ІТ-компаній, Малої академії наук.
Dive in ESTEAM — технологічний кемп для старшокласників з прикордонних, прифронтових та деокупованих громад. Під час п’ятиденного табору 30 підлітків, зацікавлених у науці та технологіях, знайомляться з українськими IT-компаніями та стартапами, технологіями та інноваціями. 
Під час першого табору Dive in ESTEAM спільно з IT- компанією Reface учасники за допомогою штучного інтелекту створили серію картин-портретів дітей у стилі картин українських художників Казимира Малевича та Івана Айвазовського.
Спеціально для другого Dive in ESTEAM camp від GoGlobal компанія Reface створила серію картин портретів у стилі українських художників Іллі Рєпіна, Марії Башкирцевої та Архипа Куїнджі. А фахівці онлайн IT-академії GoITeens спільно з учасниками кемпу розробили унікальну гру у метавсесвіті Roblox про деколонізованих художників. Підлітки створили 5 музеїв, де кожен може пройти інтерактивний квіз та дізнатись більше про біографію, творчість і життя митців в Україні.
Також у рамках напряму реалізуються простори KO_LABА - перші молодіжні простори з фокусом на ESTEAM-освіті. Вони розміщені в громадах, які найсильніше постраждали від війни, з метою стати технологічним, культурним та соціальним осередком для молоді. 
У просторах школярі знайомляться з ESTEAM-професіями, вчаться працювати над власними проєктами, спілкуватися та взаємодіяти з однодумцями, розвивати креативність та лідерські навички, якісно проводити дозвілля.